# Trichomycterus stellatus
Trichomycterus stellatus är en fiskart som först beskrevs av Eigenmann, 1918.  Trichomycterus stellatus ingår i släktet Trichomycterus och familjen Trichomycteridae. Inga underarter finns listade i Catalogue of Life.